# 成都地铁16号线
成都地铁16号线是中华人民共和国四川省成都市成都地铁线网中一条处于未批复规划阶段的南北向快线地铁线路。16号线一期工程北起华西坝站，南至沙坝儿站，线路长37.50km，均为地下线，设车站22座，设现代五项车辆段，沙坝儿停车场。车辆采8A编组。

## 历史
- 2017年，线网规划中首次提出16号线规划，是一条南北向快线。线路北起新都，北段和中段与3号线平行，南段与1、5、6、18号线平行，南至沙坝儿站。
- 2020年，成都科学城独角兽岛市政基础设施配套工程开工建设，其中独角兽岛站预留地铁设施为16号线车站。[2]
- 2021年，16号线路线大幅度调整，天府一街站以北区间改为继续向正北方延伸至文翁石室站，原先往北至新都的路段拆分为23号线，以南区间有小幅度调整，不再在西博城站与1、6、18号线换乘。[3][4]
- 2022年11月、2023年1月，《成都市城市轨道交通第五期建设规划（2024-2029年）》由成都市住房和城乡建设局进行了社会稳定风险公示和环境影响评价第一次公示、环境影响评价第二次公示。其中包含16号线一期工程。[5][6][1]

## 争议

### 红莲段
2023年12月，一份泄露的成都轨道交通集团的2023年5月的16号线方案汇报显示，16号线红莲段存在2种线路走向方案。其一为沿益州大道敷设，其二为平行益州大道，在其东西两侧沿云龙路-锦州路敷设，线路长度增加0.6公里，车站东、西移，并增加车站1座，增加投资2.67亿，方案汇报倾向暂按第一种方案推进线路规划。附近居民就此分为两派展开辩论，并在网络问政平台展开陈情。